# Благовещенский монастырь (Киржач)
Благове́щенский Киржа́чский монасты́рь — женский монастырь Александровской епархии Русской православной церкви, расположенный в городе Киржаче Владимирской области.

## История
Согласно летописным источникам Троице-Сергиевой лавры, в 1358 году преподобный Сергий Радонежский на время покинул Троицкий монастырь и отправился в путь в поисках места для строительства новой обители. В Махрищском монастыре он встретился с игуменом Стефаном и взял себе в спутники монаха Симона. После долгих странствий путники остановились у левого высокого берега реки Киржач.

Через некоторое время к новому месту пребывания Сергия пришли его ученики. Братией были построены кельи и деревянная церковь в честь Благовещения Пресвятой Богородицы. Прожив в обители на Киржаче четыре года, Сергий Радонежский вернулся в Троицкий монастырь, оставив настоятелем своего ученика преподобного иеромонаха Романа, который занимался благоустройством Киржачского монастыря до самой смерти — до 1392 года. Роман Киржачский, причисленный Церковью к лику святых, считается первым игуменом монастыря. 

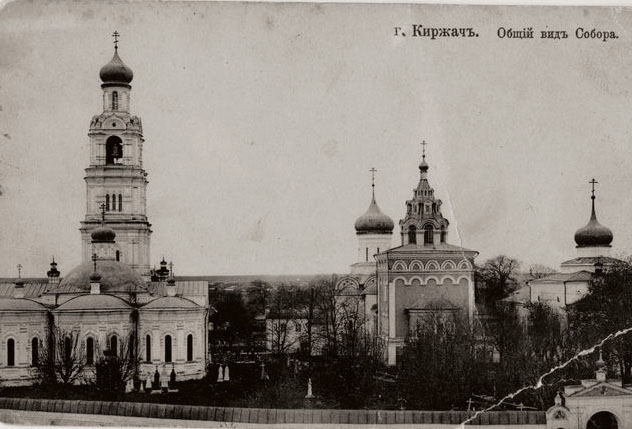
Вид на монастырь в начале XX века

Монастырь, изначально существовавший как мужской, находился в ведении Троице-Сергиевой лавры. В XVI веке на месте деревянной Благовещенской церкви был построен каменный храм, а также возведена трапезная церковь, освящённая в честь Сергия Радонежского. В 1656 году за алтарём Благовещенской церкви боярин Иван Андреевич Милославский над могилами своих родителей построил Спасскую церковь с колокольней. Впоследствии это место стало фамильной усыпальницей Милославских. Архивные документы свидетельствуют, что в средние века монастырь был окружён каменной оградой, за которой с северной стороны находилась часовня над колодцем, выкопанным Сергием Радонежским.
В 1764 году монастырь был упразднён и обращён в Благовещенский приход. По манифесту Екатерины II о секуляризации церковных владений, монастырское имущество было передано в Троице-Сергиеву лавру, братия была переведена частью туда же, частью в другие монастыри.
В середине XIX века росписью приходских храмов занимался основатель шёлковой промышленности в городе Киржаче Александр Петрович Соловьёв. В 1864—1869 годах его сыновья Пётр и Александр построили храм Всех Святых с высокой колокольней.
В советское время монастырь не функционировал. В 1932—1934 годах был взорван храм Сергия Радонежского. В годы войны Благовещенский собор использовался под склад боеприпасов, в его помещениях в разное время располагались то колбасный цех, то керосиновая лавка. В церкви Всех Святых размещался городской хлебозавод.
Только в 1990 году Благовещенский и Спасский храмы были возвращены Русской православной церкви. В июле 1995 года указом архиепископа Владимирского и Суздальского Евлогия монастырь возобновил свою деятельность как женская обитель. В 1997 году в подклети Благовещенского собора была установлена рака с мощами Романа Киржачского. В многолюдных богослужениях по поводу обретения мощей Романа Киржачского принял участие Патриарх Московский и всея Руси Алексий II.

## Архитектура
На протяжении веков постройки в монастыре и около него возводились, ветшали, перестраивались, с течением времени утрачено множество древних сооружений, документов, икон и настенной росписи.
Из сохранившихся построек монастыря особый интерес вызывает древний архитектурный ансамбль: Благовещенский собор и церковь Спаса.
Четырёхстолпный одноглавый Благовещенский собор имеет ярусное завершение в виде пирамиды кокошников, а внутри систему арок и ступенчатых сводов. Точная дата постройки собора неизвестна, но его архитектурные формы позволяют отнести здание к началу XVI века.
Церковь Спаса была построена в 1656 году на средства боярина Ивана Андреевича Милославского как фамильная церковь-усыпальница, что нашло отражение в строгом архитектурном облике здания. Простой и чёткий четверик храма, стоящий на подклете, вместо традиционных глав завершён шатровой колокольней. Церковь Спаса соединена площадкой-гульбищем с Благовещенским собором и представляет с ним единое целое.
Рядом со старинными храмами располагается церковь Всех Святых с высокой шестиярусной колокольней, построенная в 1864—1869 годах в русском стиле.